# Descarbonetação

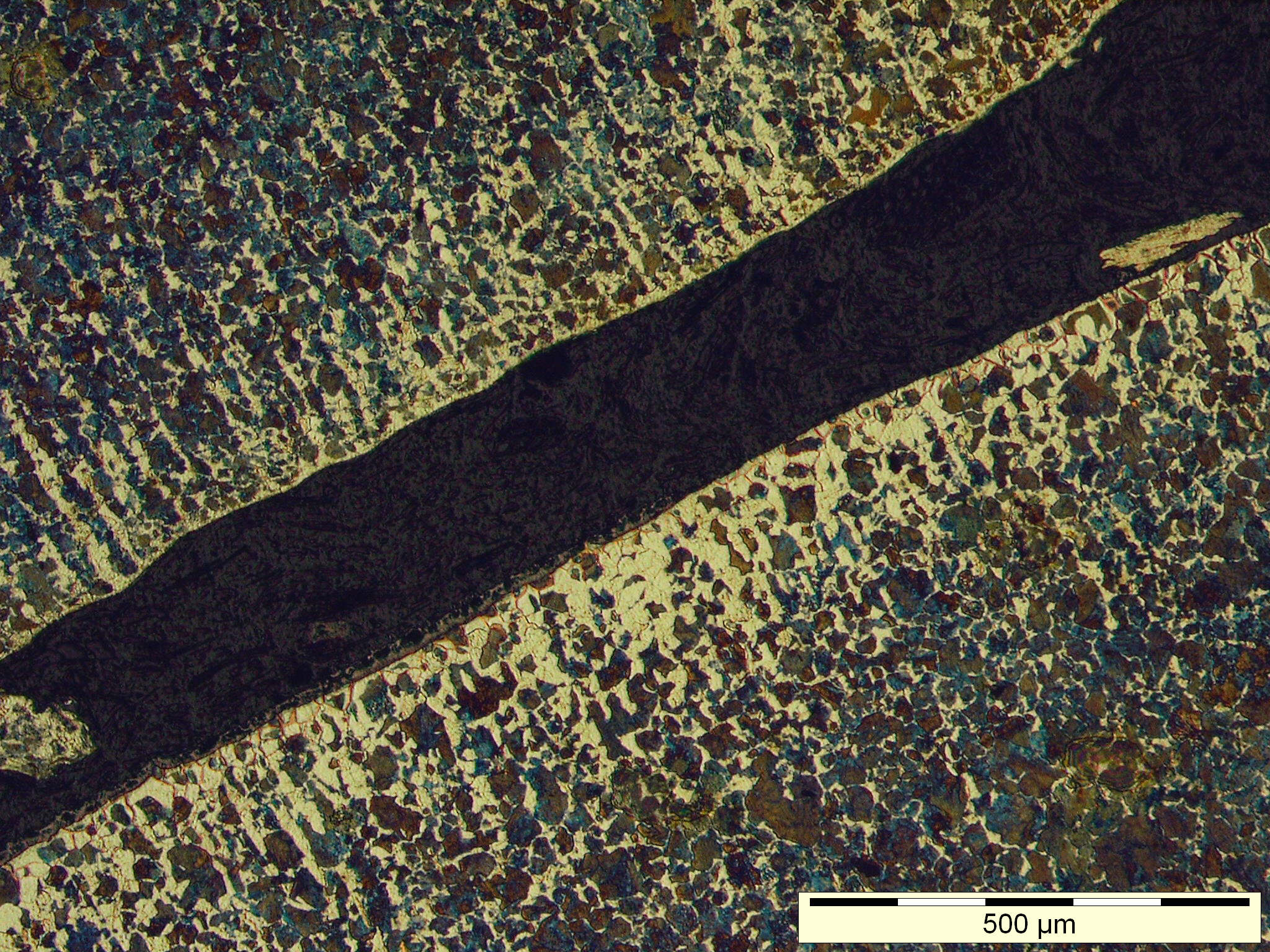
Metalografia de uma descarburação superficial em um aço

Descarbonização, ou descarburação, é o processo oposto ao da carburação, nomeadamente a redução de conteúdo de carbono.
O termo é normalmente usado em metalurgia, descrevendo a redução do conteúdo de carbono em metais (geralmente de aço). Descarbonização ocorre quando o metal é aquecido a temperaturas de 700 °C ou acima, quando o carbono no metal reage com os gases contendo oxigênio ou hidrogênio. A remoção de carbono remove fases de carboneto duro, resultando em um amolecimento do metal, principalmente em superfícies que estão em contato com o gás decarbonizado.
Descarbonização pode ser vantajosa ou prejudicial, dependendo da aplicação para a qual o metal vai ser usado. Ela é, portanto, algo que pode ser feito intencionalmente, como um passo em um processo de fabricação, ou de algo que acontece como um efeito colateral de um processo (tais como o rolamento) e deve ser evitado ou mais tarde invertido (como através de um passo a carburação).
O mecanismo de descarbonização pode ser descrito como três eventos distintos: a reação na superfície do aço, a difusão intersticial de átomos de carbono e a dissolução dos carbonetos no aço.

## Reações químicas
As reações mais comuns são:
{\displaystyle {\ce {{C}+ CO2 <=> 2CO}}}
também chamada de reação de Boudouard
{\displaystyle {\ce {{C}+ H2O <=> {CO}+ H2}}}
{\displaystyle {\ce {{C}+ 2H2 <=> CH4}}}
Outras reações são
{\displaystyle {\ce {{C}+ 1/2O2 -> CO}}}
{\displaystyle {\ce {{C}+ O2 -> CO2}}}
{\displaystyle {\ce {{C}+ FeO -> {CO}+ Fe}}}

## Aço Elétrico
Aço eléctrico é um material que passa pela descarbonização em sua produção. Para evitar que os gases atmosféricos reajam com o metal em si, o aço elétrico é recozido em uma atmosfera de nitrogênio, hidrogênio e vapor de água, onde a oxidação do ferro é especificamente impedida pela proporção de hidrogênio e vapor de água, de modo que a única substância que reage é o carbono que está sendo transformado em monóxido de carbono.

## Aço inox
Como os componentes (por exemplo o cromo e molibdênio) de alguns aços inoxidáveis são muito oxidáveis, estes aços podem ser descarbonizados reagindo  apenas com hidrogênio seco, o qual não apresenta água em seu conteúdo, ao contrário de hidrogênio molhado, que é produzido de uma forma que inclui um pouco de água e, caso contrário, pode ser usado para descarbonização.

## Efeito secundário
Descarburações acidentais podem ser prejudiciais para as propriedades de superfície em produtos em que o teor de carbono é desejável. Quando ocorre durante o tratamento térmico ou depois da laminação ou forjamento, porque o material é afetado apenas para uma determinada profundidade de acordo com a temperatura e a duração do aquecimento. Isto pode ser evitado usando uma atmosfera inerte ou reduzida a pressão, com a aplicação de aquecimento resistivo para uma curta duração, limitando o tempo que o material que está sob alta temperatura, como é feito em um forno de viga, ou através carburação restaurativa, que usa uma atmosfera de hidrocarboneto para a transferência de carbono para a superfície do material durante o recozimento. A descarburação material de superfície também pode ser removido por esmerilhamento.